# Zárubice
Zárubice jsou obec v okrese Třebíč v Kraji Vysočina. Leží asi 13 km jihovýchodně od města Třebíče. Žije zde 120 obyvatel.
Nedaleko obce bylo vybráno v lokalitě Na Skalním místo pro možný sklad vyhořelého jaderného paliva, okolní obce s tímto nesouhlasí. Lokalita byla vytipována SÚRAO z oblasti o ploše kolem 40 km² a byla zařazena do užšího výběru. V roce 2020 byla lokalita vyřazena z výběru.
Sousedními obcemi sídla jsou Dolní Vilémovice, Myslibořice, Odunec, Lipník a Račice.
Nedaleko vesnice stávala také ves Oldřichovice, která však již v roce 1464 byla uvedena jako pustá, posléze byla uvedena jako pustá také v roce 1531.

## Historie
V trati Borovina byly nalezeny broušené kamenné industrie a z pozdější doby byzantské mince z doby mladohradištní.
První písemná zmínka o obci pochází z roku 1349, v tu dobu je zmíněna Eva z Račic, která odevzdala některé statky v Zárubicích svým bratrům. V roce 1356 se objevuje jméno Vikard ze Zárubic, ten pak v roce 1361 prodal půl lánu v Zárubicích Václavovi a Ratiborovi z Myslibořic a v roce 1385 pak prodal dvůr v Zárubicích Janovi ze Zárubic. V roce 1364 se Eliška ze Zárubic spojila s manželem a zapsala si majetky v Zárubicích, zápis však později zrušila, protože byla vyplacena. V roce 1386 zakoupili lány v Zárubicích Pavlík z Nezamyslic a Maršík z Výčep, Pavlík z Nezamyslic pak roku 1390 prodal majetky Žibřidovi ze Zárubic, který je pak postoupil manželce a Ondřejovi Nelepovi. V roce 1392 Žibřid získal další dvůr od Kačny. V roce 1399 však celou ves prodal Ješkovi Málkovi (později též Ješkovi Praseti ze Zárubic). V roce 1406 získal část Zárubic Jošt Moravský, který ji daroval Hovorkovi z Hartvíkovic.
Ješkovu část v roce 1407 získala jeho manželka, která v roce 1416 prodala majetky v Zárubicích Heřmanovi z Miličína a jeho syn Soběslav pak roku 1437 prodal tuto část své sestře Markétě. V roce 1418 vlastnil část vesnice i Mikuláš ze Zárubic, který měl být synem Ješka Prasete. Mikuláš ze Zárubic pak získal v roce 1464 získal dvůr, tři chalupy, les a pozemky v Zárubicích. Majetky získal od Matěje Stoška z Arbelovic, získal od něj také vesnici Probice u Hrušovan. V roce 1506 zdědila Matějovy majetky v Zárubicích jeho dcera Kateřina, která se spojila se svým manželem Jindřichem z Hofeřic. Její synové pak v roce 1531 prodali vesnici Burianovi Zelenému z Říčan tím se stali součástí krhovského panství.
Jeho syn Jan II. Zelený panství zdědil a zemřel roku 1563, v roce 1570 pak byly Zárubice postoupeny Janu Zahradeckému ze Zahrádek, jeho syn Arnošt pak přikoupil i Hrotovice a Zárubice se tak staly součástí hrotovického panství. Následně pak hrotovické panství i se Zárubicemi patřilo Frydrychovi ze Zahrádek a Jiřímu ze Zahrádek, kterému však bylo panství konfiskováno a následně je získal Jiří z Náchoda, v roce 1651 pak hrotovické panství získal Jiří Widmer, v roce 1672 pak Hrotovice získal Ondřej Roden z Hirzenau na Hagendorfu. V roce 1717 pak ještě došlo k majetkovému vyrovnání mezi majiteli krhovského panství a myslibořického panství, kdy byly pozemky Zárubic zmenšeny.Pánům z Hirzenau patřilo hrotovické panství až do roku 1826, kdy je prodali Hubertovi z Harnoncourtu, který pak v roce 1845 prodal panství Jiřímu Sinovi, který již vlastnil Myslibořice a Dalešice. V roce 1882 pak zakoupil zadlužené panství Anton Dreher.
Obec byla rozdělena do dvou částí, starší měla tvar podkovy, novější pak vznikla po roce 1835 a byla nazvána Famílie. V tu dobu bylo umožněno na pozemcích Famílie postavit domy. V roce 1846 byla postavena kaplička na návsi a v roce 1929 byl odhalen pomník obětem první světové války. V roce 1898 byla ve vsi založena jednotřídní škola, ta pak byla zrušena v roce 1965. V roce 1930 byla vesnice elektrifikována, po skončení druhé světové války bylo v roce 1958 založeno v obci JZD a roku 1963 byl postaven kravín. V roce 1966 byly vyasfaltovány silnice ve vsi a roku 1976 byla obec kanalizována.
V roce 2004 byla rekonstruována budova bývalé školy a přebudována na kulturní zařízení. V roce 2008 byl rekonstruován pomník obětem sv. války a také byl rozveden bezdrátový rozhlas. V roce 2010 byl zahájen projekt stavby ČOV a nové kanalizace. Roku 2011 byly rozvedeny inženýrské sítě pro nové domy a byl postaven první nový dům na nově vybudovaných pozemcích. Nová kanalizace a ČOV byla nakonec vybudována po dlouhých průtazích až v roce 2015. Roku 2018 byla rekonstruována kaplička na návsi.

## Místní kroj
Do roku 1848 chodili občané Zárubic oblečení v krojích. Muži nosívali klobouky se širokými střechami, barevné vesty s knoflíky, špicfraky z černé látky a krátké kalhoty. Na zimu nosívali navíc žluté kožichy s tulipány na zádech, do kostela nosívali modré pláště. Ženy nosívali různobarevné sukně, často s červenými květy, černé nebo modré zástěry a bílé punčochy. V zimě nosívali černý kožich.

## Obyvatelstvo
| Rok            | 1869 | 1880 | 1890 | 1900 | 1910 | 1921 | 1930 | 1950 | 1961 | 1970 | 1980 | 1991 | 2001 | 2011 | 2021 |
| -------------- | ---- | ---- | ---- | ---- | ---- | ---- | ---- | ---- | ---- | ---- | ---- | ---- | ---- | ---- | ---- |
| Počet obyvatel | 242  | 235  | 251  | 295  | 278  | 272  | 271  | 203  | 210  | 182  | 154  | 125  | 116  | 119  | 118  |
| Počet domů     | 41   | 43   | 44   | 46   | 46   | 47   | 52   | 54   | 54   | 52   | 50   | 54   | 56   | 57   | 64   |

## Obecní správa
Do roku 1849 patřily Zárubice do hrotovického panství, od roku 1850 patřily do okresu Moravský Krumlov, pak od roku 1942 do okresu Moravské Budějovice a od roku 1960 do okresu Třebíč. Mezi lety 1850 a 1867 patřily Zárubice pod Krhov a mezi lety 1976 a 1990 byla obec začleněna pod Hrotovice, následně se obec osamostatnila.

### Obecní symboly
Znak a vlajka byly obci uděleny rozhodnutím předsedy Poslanecké sněmovny Parlamentu České republiky dne 11. dubna 2008.

## Politika

### Místní zastupitelstvo
V letech 2006–2010 působil jako starosta Jaroslav Burian, od roku 2010 tuto funkci zastává Luboš Křivánek.

### Volby do Poslanecké sněmovny
|       | 2006               | 2010               | 2013               | 2017              | 2021               |
| ----- | ------------------ | ------------------ | ------------------ | ----------------- | ------------------ |
| 1.    | ČSSD (38,96 %)     | ČSSD (32,46 %)     | ČSSD (33,33 %)     | ANO (37,33 %)     | SPOLU (30,12 %)    |
| 2.    | KSČM (27,27 %)     | KSČM (25,97 %)     | KSČM (22,22 %)     | ČSSD (10,66 %)    | ANO (19,27 %)      |
| 3.    | KDU-ČSL (11,68 %)  | ODS (20,77 %)      | KDU-ČSL (12,34 %)  | KSČM (10,66 %)    | ČSSD (12,04 %)     |
| účast | 73,33 % (77 z 105) | 71,30 % (77 z 108) | 79,81 % (83 z 104) | 78,35 % (75 z 97) | 81,37 % (83 z 102) |

### Volby do krajského zastupitelstva
|      | 1.             | 2.                      | 3.                      | účast              |
| ---- | -------------- | ----------------------- | ----------------------- | ------------------ |
| 2000 | SNK (39,28 %)  | KSČM (30,35 %)          | 4KOALICE (12,5 %)       | 60,21 % (59 z 98)  |
| 2004 | KSČM (35 %)    | KDU-ČSL (25 %)          | ČSSD (15 %)             | 38,46 % (40 z 104) |
| 2008 | ČSSD (41,33 %) | KSČM (25,33 %)          | ODS (10,66 %)           | 70,09 % (75 z 107) |
| 2012 | ČSSD (35,29 %) | KSČM (27,94 %)          | Pro Vysočinu (11,76 %)  | 69,61 % (71 z 102) |
| 2016 | ČSSD (16,94 %) | KSČM (16,94 %)          | ANO 2011 (15,25 %)      | 59,6 % (59 z 99)   |
| 2020 | ANO (25,8 %)   | ODS+STO (14,51 %)       | KSČM (12,9 %)           | 61,17 % (63 z 103) |
| 2024 | ANO (54,16 %)  | ODS+TOP 09+STO (12,5 %) | ČSNS+KSČM+ČSSD (8,33 %) | 46,6 % (48 z 103)  |

### Prezidentské volby
V prvním kole prezidentských voleb v roce 2013 první místo obsadil Miloš Zeman (22 hlasů), druhé místo obsadil Jiří Dienstbier (21 hlasů) a třetí místo obsadil Jan Fischer (10 hlasů). Volební účast byla 69,90 %, tj. 72 ze 103 oprávněných voličů. V druhém kole prezidentských voleb v roce 2013 první místo obsadil Miloš Zeman (58 hlasů) a druhé místo obsadil Karel Schwarzenberg (21 hlasů). Volební účast byla 76,70 %, tj. 79 ze 103 oprávněných voličů.
V prvním kole prezidentských voleb v roce 2018 první místo obsadil Miloš Zeman (41 hlasů), druhé místo obsadil Marek Hilšer (8 hlasů) a třetí místo obsadil Jiří Drahoš (8 hlasů). Volební účast byla 77,32 %, tj. 74 ze 97 oprávněných voličů. V druhém kole prezidentských voleb v roce 2018 první místo obsadil Miloš Zeman (54 hlasů) a druhé místo obsadil Jiří Drahoš (23 hlasů). Volební účast byla 81,91 %, tj. 77 ze 94 oprávněných voličů.
V prvním kole prezidentských voleb v roce 2023 první místo obsadil Andrej Babiš (34 hlasů), druhé místo obsadil Petr Pavel (33 hlasů) a třetí místo obsadila Danuše Nerudová (7 hlasů). Volební účast byla 87,62 %, tj. 92 ze 105 oprávněných voličů. V druhém kole prezidentských voleb v roce 2023 první místo obsadil Petr Pavel (45 hlasů) a druhé místo obsadil Andrej Babiš (43 hlasů). Volební účast byla 86,41 %, tj. 89 ze 103 oprávněných voličů.

## Zajímavosti a pamětihodnosti
- Kaplička z roku 1846[7]
- Pomník obětem první světové války z roku 1929[7]
- Kříž u pomníku obětem, měl by být pozůstatkem starého hřbitova[7]
- Budova obecního úřadu, která sloužila jako židovna[36]
- Budova školy z roku 1898[36]
- Litinový kříž za obcí z roku 1853[37]
- Votavův kříž z roku 1861[37]
- Železný kříž na podstavci za obcí z roku 1884[37]
- Kříž na paměť syna z roku 1922[37]

## Turistika
Obcí prochází cyklistická trasa 401.

## Ocenění
Obec Zárubice v roce 2007 obdržela ocenění v soutěži Vesnice Vysočiny, konkrétně získala ocenění modrá stuha, tj. ocenění za společenský život.